# کوه کراکر
کوه کراکر (به انگلیسی: Mount Crocker) یک کوه در ایالات متحده آمریکا است که در شهرستان فرزنو، کالیفرنیا واقع شده‌است. کوه کراکر ۳٬۷۹۷٫۲۴ متر بالاتر از سطح دریا واقع شده‌است.